# Nová Ves (Staňkovice)
Nová Ves (německy Neudorf) je malá vesnice, část obce Staňkovice v okrese Kutná Hora. Nachází se asi jeden kilometr severovýchodně od Staňkovic. Nová Ves leží v katastrálním území Staňkovice u Uhlířských Janovic o výměře 8,37 km².

## Historie
První písemná zmínka o vesnici pochází z roku 1793.